# Plestiodon longiartus
Plestiodon longiartus (довгоногий синьохвостий сцинк) — вид сцинкоподібних ящірок родини сцинкових (Scincidae). Ендемік Мексики. Описаний у 2021 році.

## Поширення і екологія
Довгоногі синьохвості сцинки мешкають в горах Південної Сьєрра-Мадре на сході Герреро і заході Оахаки. Вони живуть в гірських сосново-дубових і дубових лісах.